# Miguel Rafael António do Carmo de Noronha Abranches Castelo Branco

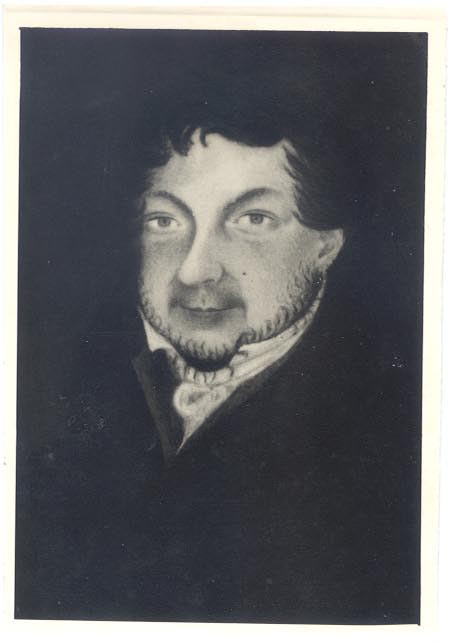
O 1.º conde de Parati.

Miguel Rafael António do Carmo de Noronha Abranches Castelo Branco (Lisboa, 24 de Outubro de 1784 — Lisboa, 14 de Julho de 1849), 1.º Conde de Parati, foi um aristocrata, militar e político português que, entre outras funções, foi conselheiro da Fazenda Real e par do reino. Era considerado confidente do príncipe-regente D. João, futuro João VI de Portugal. Foi proprietário da chamada Quinta de Botafogo, na cidade do Rio de Janeiro, e teve uma sesmaria em Paraty, daí o título que lhe foi concedido.

## Biografia
Nasceu na freguesia da Pena, terceiro filho de D. José Luís de Meneses Castelo Branco e Abranches, 6.° conde de Valadares, e de sua mulher, D. Luísa Josefa Maria Rita Antónia Fausta de Noronha. Era, pelo lado materno, neto de D. Pedro José de Noronha Camões, 3.° marquês de Angeja, e bisneto de D. Joaquina Maria Madalena da Conceição de Menezes, 3.ª marquesa de Marialva, filha do 2.° marquês de Marialva. Casou na Capela Real do Rio de Janeiro, a 13.01.1818, com D. Francisca Quintina de Menezes da Silveira e Castro, dama da rainha D. Maria I de Portugal e da Ordem Real de Santa Isabel, filha dos 1.os marqueses de Valada..
Desta união tiveram dois filhos:
1) - D. João Inácio Francisco de Paula de Noronha, 2º conde de Paraty, nascido no Rio de Janeiro (Brasil) a 31 de Julho de 1820 e falecido em Lisboa a 22 de Abril de 1884. Casou em 6 de Março de 1842 com Francisca da Cruz Lacé Pedrosa.
2) - D. Rita de Cássia da Conceição da Rocha Isabel de Noronha, nascida em Lisboa a 11 de Julho de 1824 e falecida em Alhos Vedros a 12 de Outubro de 1893. Casou em 1 de Novembro de 1838 com D. Francisco de Sales Henriques Faria Saldanha Vasconcelos e Lancastre, 1° Conde das Alcáçovas.
Depois de estudos preparatórios, matriculou-se no curso de Direito da Universidade de Coimbra, que frequentava em 1808 quando se iniciaram as Invasões Francesas. Abandonou então os estudos e alistou-se no Batalhão Académico que se formou nesse ano. Em 1809 já se encontrava na Corte instalada no Rio de Janeiro, onde foi promovido a major e agregado ao Regimento de Cavalaria de Linha do Rio de Janeiro, cidade onde se encontrava instalado e onde servia como gentil-homem, da câmara do príncipe regente D. João, de quem se tornou amigo e confidente.
Instalado na Corte e ligado à mais prestigiada nobreza da época, a sua ascensão militar foi meteórica: foi promovido a tenente-coronel por decreto de 24 de Junho de 1810 e a coronel do Estado-Maior do Exército do Brasil por decreto de 18 de Dezembro de 1815. Entretanto, por decreto de 4 de Dezembro de 1813, recebeu o título de conde de Parati, concedido de juro e herdade, pelo príncipe-regente, futuro D. João VI de Portugal. Por decreto de 6 de Fevereiro de 1818 foi nomeado Conselheiro do Conselho da Fazenda Real no Rio de Janeiro, iniciando funções como conselheiro nesse mesmo mês. 
Com o regresso a Lisboa da Corte portuguesa, e a posterior independência do Brasil, foi transferido para o Conselho da Fazenda de Portugal, e isto por Decreto de 25 de Julho de 1823; Apostilha de 13 de Agosto do mesmo ano, com o Ordenado de 2.000$000. Foi, mais tarde, transferido para o Exército Português por decreto de 25 de Outubro de 1825. Atingiu então o posto de coronel de Cavalaria do Exército Português, posto máximo da sua carreira militar.

Foi deputado da Junta dos Três Estados e deputado da Junta da Administração do Tabaco por Decreto de 1 de Fevereiro de 1826, de que se lhe passou Alvará em 20 do mesmo mês e ano, com o Ordenado de 600$000. Foi nomeado par do reino hereditário por carta régia de 30 de Abril de 1826, prestando juramento a 30 de Outubro daquele ano. Entretanto, foi agraciado com a grã-cruz da Ordem da Torre e Espada e foi comendador da Ordem de Cristo, da Ordem de Nossa Senhora da Conceição de Vila Viçosa e da Ordem de São Bento de Aviz.

Ordem de Nossa Senhora da Conceição de Vila Viçosa

Foi escolhido para presidente do Conselho da Fazenda Pública em Lisboa, cargo que exercia quando D. Miguel I de Portugal foi aclamado rei, sendo um dos membros da nobreza que assinaram a notável representação da Nobreza a D. Miguel; como o Conde de Paraty explica em carta dirigida ao Evening Mail de 14 de Julho de 1828,  "O Conde de Paraty, segundo as Leis do Tribunal, sendo vencido em votos, não podia deixar de assinar; porém logo que soube que a convocação dos antigos Três Estados do Reino se estava verificando para declarar Dom Miguel legítimo Rei de Portugal, tomou imediatamente medidas para se retirar de Portugal, a fim de não dar o seu voto a favor de Dom Miguel, ou ser obrigado a dar juramento de fidelidade ao Rei intruso, quando tinha já dado um a D. Pedro IV, único Soberano que o Conde de Paraty reconhece como legítimo Rei seu, e da nação Portuguesa". Depois deste incidente em que o Conde de Paraty alegou que assinara a representação sob coacção, manifestou-se simpatizante da causa liberal, renunciado a todos os seus cargos. tendo emigrado para Londres em Junho de 1828, de onde passou à ilha Terceira, nos Açores, onde chegou e se apresentou na Secretaria da Guerra ali instalada a 24 de Fevereiro de 1832, sendo integrado no Estado-Maior das forças sob o comando do conde de Vila Flor. 
Contudo, demorou-se pouco tempo na ilha Terceira, já que a 19 de Outubro desse ano partiu para Londres, encarregado de certas diligências, tendo permanecido naquela cidade até quase ao desfecho da Guerra Civil; a 17 de Março de 1833 o Duque da Terceira recomenda ao Conde de Paraty  de ficar em Paris para acompanhar a Rainha D. Maria II. Apenas entrou em Lisboa, vindo de Londres, a 4 de Outubro de 1833, reocupando o seu lugar no Estado-Maior do Exército.
Assinada a Convenção de Évora Monte e restabelecidas as instituições parlamentares, em 1834 regressou à Câmara dos Pares. Esse regresso não foi pacífico, pois foi acusado de ter apoiado D. Miguel I ao ter assinado a representação pedindo a sua aclamação como rei. Defendeu-se perante uma comissão parlamentar, demonstrado que fora coagido a assinar aquele documento e que renunciara posteriormente aos seus cargos, defesa que foi aceite, o que permitiu o seu regresso à Câmara.
Esteve presente na Câmara dos Pares em todas as legislaturas entre 1834 e 1846, com poucas intervenções, mas com múltiplas participações em comissões parlamentares, particularmente nas de natureza institucional, como as referentes a petições e nomeações. Em 1834 apoiou a decisão de manter D. Pedro de Bragança no cargo de regente por menoridade de D. Maria da Glória e, após a morte daquele, votou a favor da concessão da maioridade a D. Maria, evitando assim a nomeação de novo regente.
Durante o cabralismo manteve-se numa oposição moderada, apoiando algumas iniciativas de Francisco de Almeida Portugal, o conde do Lavradio, mas votando favoravelmente os poderes discricionários concedidos ao governo para debelar a revolta de Torres Novas, um levantamento setembrista ocorrida em 1844 com centro em Torres Novas.
A partir de 1846 deixou de comparecer às sessões, falecendo em 1849. Na sua cadeira na Câmara dos Pares foi sucedido, em 1850, por seu filho João Inácio Francisco de Paula de Noronha, 2.º conde de Parati.